# Osviel Hernández
Osviel Hernández (né le 31 mai 1989) est un athlète cubain, spécialiste du triple saut. 

## Biographie
Il se révèle lors de la saison 2008 en remportant la médaille d'argent du triple saut lors des Championnats du monde juniors de Bydgoszcz. Crédité de 16,90 m, il s'incline largement face au Français Teddy Tamgho, champion du monde junior avec 17,33 m.
En février 2012, à La Havane, Osviel Hernández établit la marque de 17,49 m (+1,7 m/s), mais c'est Yoandris Betanzos qui lui est préféré pour faire partie de la sélection cubaine aux Jeux olympiques de Londres.

### Palmarès
| Date | Compétition                   | Lieu      | Résultat | Performance |
| ---- | ----------------------------- | --------- | -------- | ----------- |
| 2008 | Championnats du monde juniors | Bydgoszcz | 2e       | 16,90 m     |

### Records
| Épreuve     | Performance | Lieu      | Date           |
| ----------- | ----------- | --------- | -------------- |
| Triple saut | 17,49 m     | La Havane | 3 février 2012 |